# Bolivianische Schmalbeutelratte

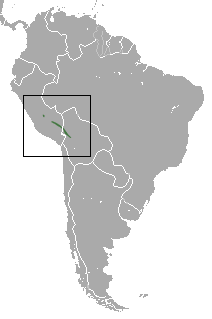
Verbreitungsgebiet (grün)

Die Bolivianische Schmalbeutelratte (Gracilinanus aceramarcae) kommt im Südosten von Peru in den Regionen Cusco und Puno und im Westen Boliviens in der Umgebung von La Paz vor.

## Beschreibung
Die Tiere erreichen eine Kopfrumpflänge von 8,3 bis 10,3 cm und haben einen 11,2 bis 14,5 cm langen Schwanz und erreichen ein Gewicht von 18,5 bis 23 g. Der Schwanz hat in der Regel eine Länge von 150 % der Kopfrumpflänge. Ein Sexualdimorphismus besteht weder bezüglich der Gesamtgröße der Tiere noch in der Größe des Schädels. Rücken und Körperseiten sind einfarbig rotbraun. Das Bauchfell ist cremefarben mit einem rötlichen Einschlag. Das Fell ist lang. Der Kopf hat die gleiche Färbung wie der Rücken. Die Augen sind von schmalen dunklen Ringen umgeben. Die Ohren sind klein und dunkel. Die kleinen Vorder- und Hinterpfoten sind cremefarben oder weißlich. Die Außenseiten der Beine sind rötlichbraun. Der Schwanz ist dunkel gefärbt. Weibchen haben keinen Beutel. Die Anzahl der Zitzen ist unbekannt. Der Karyotyp der Bolivianischen Schmalbeutelratte ist unbekannt.

## Lebensraum und Lebensweise
Die Bolivianische Schmalbeutelratte kommt in Bergregenwäldern in Höhen von 2500 bis 3350 Metern vor. Die wenigen bisher gefangenen Exemplare fing man auf dem Boden unter Sträuchern oder in Sträuchern oder Kletterpflanzen bis in Höhen von zwei Metern. Über ihre Ernährung, ihre Aktivitätsmuster und ihr Fortpflanzungsverhalten liegen bisher keine Informationen vor.

## Status
Die IUCN schätzte den Gefährdungsstatus der Bolivianischen Schmalbeutelratte im Jahr 1996 als stark bedroht (critically endangered) ein, da man nur wenige Exemplare gefunden hatte und das Verbreitungsgebiet relativ klein ist. Inzwischen nimmt man jedoch an, dass die Populationsgröße relativ groß ist und da das Habitat der Beutelratte durch menschliche Aktivitäten nicht stark beeinträchtigt wird und die Tiere wahrscheinlich auch in Schutzgebieten vorkommen, wird die Art seit 2008 als ungefährdet (Least Concern) angesehen.

## Belege
1. 1 2 3 4  Diego Astúa: Family Didelphidae (Opossums). in Don E. Wilson, Russell A. Mittermeier: Handbook of the Mammals of the World – Volume 5. Monotremes and Marsupials. Lynx Editions, 2015, ISBN 978-84-96553-99-6. Seite 170.
2. ↑  Gracilinanus aceramarcae in der Roten Liste gefährdeter Arten der IUCN 2016. Eingestellt von: Solari, S. & Tarifa, T., 2015. Abgerufen am 25. Januar 2020.